# Несиметричний диметилгідразин
Несиметри́чний диметилгідрази́н (НДМГ, «гепти́л», 1,1-диметилгідрази́н) (CH3)2N2H2 — компонент висококиплячого (з температурою кипіння вище 0 °C) ракетного палива. Для поліпшення властивостей іноді застосовується в суміші з гідразином, яка має назву аерозин. Як окисник у парі з НДМГ часто застосовують чистий тетраоксид азоту (АТ), або його суміш з азотною кислотою, іноді застосовується чиста кислота або рідкий кисень.

## Властивості
НДМГ — безбарвна або трохи жовтувата прозора рідина з різким неприємним запахом, характерним для амінів. Температура кипіння +63 °C, температура кристалізації -57 °C, густина 790 кг/м³. Добре змішується з водою, етанолом, більшістю нафтопродуктів і багатьма органічними розчинниками. Гігроскопічний (поглинає вологу з повітря). Насичення водою знижує питомий імпульс тяги на 100 Н∙с/кг на кожні 0,5 % води.
Самозаймається при контакті з окисниками на основі азотної кислоти і азотного тетроксиду, що спрощує конструкцію ракетних двигунів, забепечує їх легкий запуск та можливість багаторазового вмикання.
НДМГ і його водні розчини бурхливо взаємодіють з азотною кислотою. Загорання відбувається до 50 %-ї концентрації водного розчину. Розчини меншої концентрації реагують з утворенням солей азотної кислоти і продуктів розкладу. НДМГ термічно стабільний до 350 °С. В інтервалі 350–1000 °C продуктами розкладу є аміак, аміни, синильна кислота, водень, азот, метан, етан, смолисті речовини тощо.
Надзвичайно токсичний і мутагенний (вчетверо токсичніший за синильну кислоту). Дія на організм людини: подразнення слизових оболонок очей, дихальних шляхів і легень; сильне збудження центральної нервової системи; розлад шлунково-кишкового тракту (нудота, блювання), у великих концентраціях можлива втрата свідомості.

## Використання
НДМГ широко використовують в ракетній техніці як паливо у гіперголічній парі з окислювачем азотним тетраоксидом й рідше з червоною димною азотною кислотою або рідким киснем. НДМГ є похідною гідразину й інколи його так помилково називають. В американських військах описаний в стандарті MIL-PRF-25604. У Радянському Союзі мав неформальну назву «гептил».
Попри порівняно вищу вартість, НДМГ привабливий як ракетне паливо через придатність до тривалого зберігання в паливних баках ракет та самозаймання з азотним тетраксидом при змішуванні. В деяких випадках, наприклад, в системі орбітального маневрування Спейс Шаттл був використаний метилгідразін через дещо вищий питомий імпульс.
В деяких ракетах на гасі НДМГ служить як запальник для початку роботи та прогріву двигуна перед подачею основного пального. НДМГ стабільніший за гідразин, особливо за вищих температур і може бути з ним змішаний або навіть повністю замінити.
НДМГ використаний як паливо в багатьох моделях ракет-носів. Зокрема: у російській ракеті-носії (РН) «Протон», російсько-українських РН «Дніпро», «Космос», українських РН родини «Циклон»; американських РН родини «Титан»; французьких РН родини «Аріан»; китайських РН Чанчжен-2F; у рушійних установках пілотованих кораблів, супутників, орбітальних і міжпланетних станцій.
В ракетах-носіях сімейств Титан та Дельта НДМГ використаний в суміші 50 % з гідразином та має назву Аерозин 50 в різних ступенях.
Існують підстави вважати, що дане паливо використане в деяких балістичних ракетах розробки КНДР.
Переваги пари НДМГ+АТ:
- переважає пари «кисень+гас» та «кисень+водень» за густиною (1170 кг/м³ проти 1070 та 285 відповідно)
- більша вибухобезпечність порівняно з парою «водень+кисень»
- самозаймається при контакті паливних компонентів
- можливість тривалого зберігання після заправлення при нормальних температурах

Недоліки НДМГ+АТ:
- токсичність
- канцерогенність
- імовірність вибуху НДМГ в присутності окисника
- менший питомий імпульс, ніж у киснево-гасової пари
- НДМГ значно дорожчий порівняно з гасом, що суттєво для великих ракет[3]

## Пожежонебезпечні властивості
Легкозаймиста рідина. Температура займання -15 °С; температура самозаймання 249 °С; концентраційні межі поширення полум'я 2−95 % об.

### Засоби гасіння
Розпилена вода, повітряно-механічна піна, порошки.

## Отримання НДМГ в промисловості
НДМГ отримують з диметиламіну, крупнотоннажного продукту органічного синтезу, в два етапи через N-нітрозодиметиламін:
{\displaystyle \mathrm {HN(CH_{3})_{2}+HNO_{2}\rightarrow ONN(CH_{3})_{2}+H_{2}O} ;}
{\displaystyle \mathrm {ONN(CH_{3})_{2}+2H_{2}\rightarrow H_{2}NN(CH_{3})_{2}+H_{2}O} .}
N-нітрозодиметиламін {\displaystyle \mathrm {ONN(CH_{3})_{2}} } також є високотоксичною і канцерогенною речовиною.

### Країни-виробники
Наявність виробництва НДМГ для потреб власної ракетної програми у Північній Кореї залишається відкритим питанням. Деякі дослідники вважають, що Північна Корея залежить від постачання НДМГ із закордону. Натомість, інші дослідники вважають, що промисловість КНДР опанувала процес та налагодила виробництво під прикриттям текстильного заводу неподалік міст Хамхин та Хиннам, найімовірніше, в промисловому комплексі Віналон.

## Зберігання НДМГ
Гідразинні палива мають низьку хімічну стабільність в контакті з атмосферою, однак практично не викликають корозії конструкційних матеріалів у паровій і рідкій фазах. Для зберігання НДМГ використовують резервуари з маловуглецевих сталей, встановлені наземно або заглиблено. Подібно до азотного тетроксиду, НДМГ зберігають під тиском азоту в насиченому стані.

## Транспортування НДМГ
Транспортують НДМГ переважно в залізничних і автомобільних цистернах об'ємом 40−60 м³, виготовлених з маловуглецевих сталей. Для запобігання контакту пального з атмосферою в залізничних і автомобільних цистернах підтримується підвищений тиск азоту 100−150 кПа.

## Нейтралізація проливів НДМГ
Нейтралізують розливи гідразинного пального переважно хімічним способом за допомогою хлорних солей
кальцію і хлорного вапна.
Бетон, ґрунт, різні поверхні обробляються пастою з води і хлорної солі, взятих в пропорції один до одного, і змиваються водою. Витрата пасти — 4 л на квадратний метр. Пасту на місці розливу витримують близько 2 годин. Змивні води знешкоджують хімічним способом також хлорними солями, яких беруть з надлишком в 15 разів.